# Zastenice
Zastenice is een plaats in de gemeente Čavle in de Kroatische provincie Primorje-Gorski Kotar. De plaats telt 363 inwoners (2001).